# Cetatea Ram
Cetatea Ram (în sârbă Тврђава Рам / Tvrđava Ram) este o fortăreață militară din secolul al XV-lea situată pe o pantă abruptă de pe malul drept al Dunării, în satul Ram din opștina Veliko Gradište, aflată în estul Serbiei. Cetatea este situată pe o stâncă care coboară în partea de nord-est către Dunăre, la 25 km de Požarevac și la 15 km de Veliko Gradište. Se presupune că această fortăreață a fost construită vizavi de Cetatea Haram, aflată de cealaltă parte a fluviului și ale cărei ruine nu s-au mai păstrat. Zidurile cetății se află astăzi într-o stare destul de bună.

## Poziție
Fortăreața este situată la curbura Dunării, chiar vizavi de gurile de vărsare ale râurilor Caraș / Karaš și Nera, la kilometrul 1.075 al Dunării. Pe malul drept al Dunării, la vest de cetate, sunt niște zone mlăștinoase joase (69 m) și insulele Čibuklija și Ostrovo. La est de cetatea Ram terenul se înalță și ajunge pe dealul Gorica la o altitudine de 282 de metri. Din punct de vedere geografic, zona din jurul cetății este formată din Dunele Ram-Golubăț, o zonă nisipoasă lungă de 30 km și lată de 5 km. Este o extensie sudică a marii rezervații naturale Dunele Deliblat din regiunea Banat, cele două zone nisipoase fiind separate de Dunăre.
Lărgirea Dunărei la gurile de vărsare ale râurilor Caraș/Karaš și Nera a fost cunoscută sub numele de Lacul Ram. Atunci când hidrocentrala Porțile de Fier I (în sârbă Đerdap I) a început să-și umple rezervorul la sfârșitul anilor 1960, apele Dunării s-au extins peste albie și au inundat câmpiile din apropierea malurilor. Zona umedă, cu o suprafață de 50 km2, a devenit cunoscută ca Labudovo okno. Astăzi, acest habitat este protejat de Uniunea Internațională pentru Conservarea Naturii și a fost desemnat la 1 mai 2006 de Convenția Ramsar drept o zonă umedă de importanță internațională.

## Istoric

### Antichitate
În timpul cercetărilor arheologice a zonei cetății efectuate în perioada 2015-2018 s-a descoperit că fortăreața modernă a fost precedată de elemente arhitecturale mult mai vechi. Prezența unor artefacte nemenționate în documentele istorice indică locuirea preromană a acelor locuri de către celți. A fost descoperit, de asemenea, un mausoleu roman. Mausoleul are un diametru de 13 m și ziduri cu grosimea de 3 m, ceea ce indică importanța sa la momentul respectiv. Pe masa așezată pe un bolovan sub zidurile cetății există o inscripție tradusă astfel: Lui Jupiter, cel mare și cel puternic, purtătorul stindardului Legiunii VII Claudia, Gaius Licinius Rufinus, îi dedica masa. Existența acestui loc a fost consemnată pentru prima dată în timpul domniei împăratului Traian, când a fost menționat ca o așezare unde au staționat unitățile de cavalerie. Complexul roman avea probabil un scop religios, dar a servit și ca punct de orientare pentru circulația pe fluviu.

### Evul Mediu
Cea mai veche mențiune a Cetății Ram datează din 1128, când armata bizantină i-a învins pe maghiarii aflați în zonă. După victoriile din această regiune, armata bizantină și-a concentrat activitățile asupra Bazinului Panonic.
Pentru a proteja malul drept al Dunării sultanul otoman Baiazid al II-lea (1480-1512) a reexaminat și întărit cetatea existentă pentru a face față atacurilor cu arme de foc. Construită în 1483, Cetatea Ram este una dintre cele mai vechi fortificații pentru artilerie din Serbia. Ea a fost construită, de asemenea, cu scopul de a întări apărarea granițelor de nord-vest ale imperiului în fața incursiunilor maghiare din nord, granițe care erau apărate până atunci doar de fortificațiile deja existente de la Semendria și Golubăț. Cetatea Ram și-a pierdut importanța strategică în 1521, când turcii i-au învins pe maghiari și au invadat teritoriul aflat peste Dunăre, împingând granița Imperiului Otoman către nord.
Potrivit legendei, în timp ce sultanul inspecta trupele otomane, s-a oprit să se odihnească pe un mic deal, de unde avea o priveliște excelentă asupra Dunării și a teritoriilor maghiare aflate dincolo de fluviu. El a adormit pe ihram (covor) și s-a simțit întinerit atunci când s-a trezit, așa că a ordonat construirea cetății chiar în acel loc. Așa se explică numele turcesc al fortăreței, Cetatea Ihram. Fortăreața a fost special construită pentru unitățile otomane de elită și pentru artileria grea. În afară de apărarea teritoriului otoman în fața incursiunilor maghiare, ea a avut rolul de a supraveghea traficul fluvial și a servit ca punct de plecare în incursiunile militare turcești în teritoriile aflate la nord de Dunăre, inclusiv a expediției de cucerire din 1521.
În același timp cu cetatea a fost construit un caravanserai în vecinătatea sa. Avea 24 de camere, fiecare cu un șemineu propriu, pentru călători și caravanele comerciale. În jurul caravanseraiului s-a constituit în timp actualul sat Ram. În anul 1839 a fost construită în acest loc o biserică ortodoxă sârbă, care a înglobat fostul caravanserai drept curte a bisericii. Este singurul caravanserai care s-a păstrat în Serbia și una dintre cele mai bine conservate astfel de facilități din Balcani.

### Perioada modernă
În cursul secolului al XVIII-lea și în diferite războaie otomano-habsburgice (1683-1699, 1716-1718, 1735-1739, 1788-1791), Cetatea Ram și-a redobândit parțial importanța strategică anterioară. Clădirile din interiorul cetății au fost demolate în timpul rebeliunii sârbe antiotomane a lui Koča Anđelković din 1788. Începând de atunci, activitatea garnizoanei din cetate s-a redus treptat, până când fortăreața a fost evacuată cu totul de către otomani la mijlocul secolului al XIX-lea.
Aspectul actual al cetății datează din secolele al XVII-lea și al XVIII-lea, când au avut loc frecvente războaie otomane-habsburgice. Fortăreața a suferit avarii însemnate în ambele războaie mondiale. În anii 1980 au fost propuse o serie de planuri de renovare a cetății, dar nu s-a făcut nimic până la reconstrucția din anii 2010.

## Arhitectură

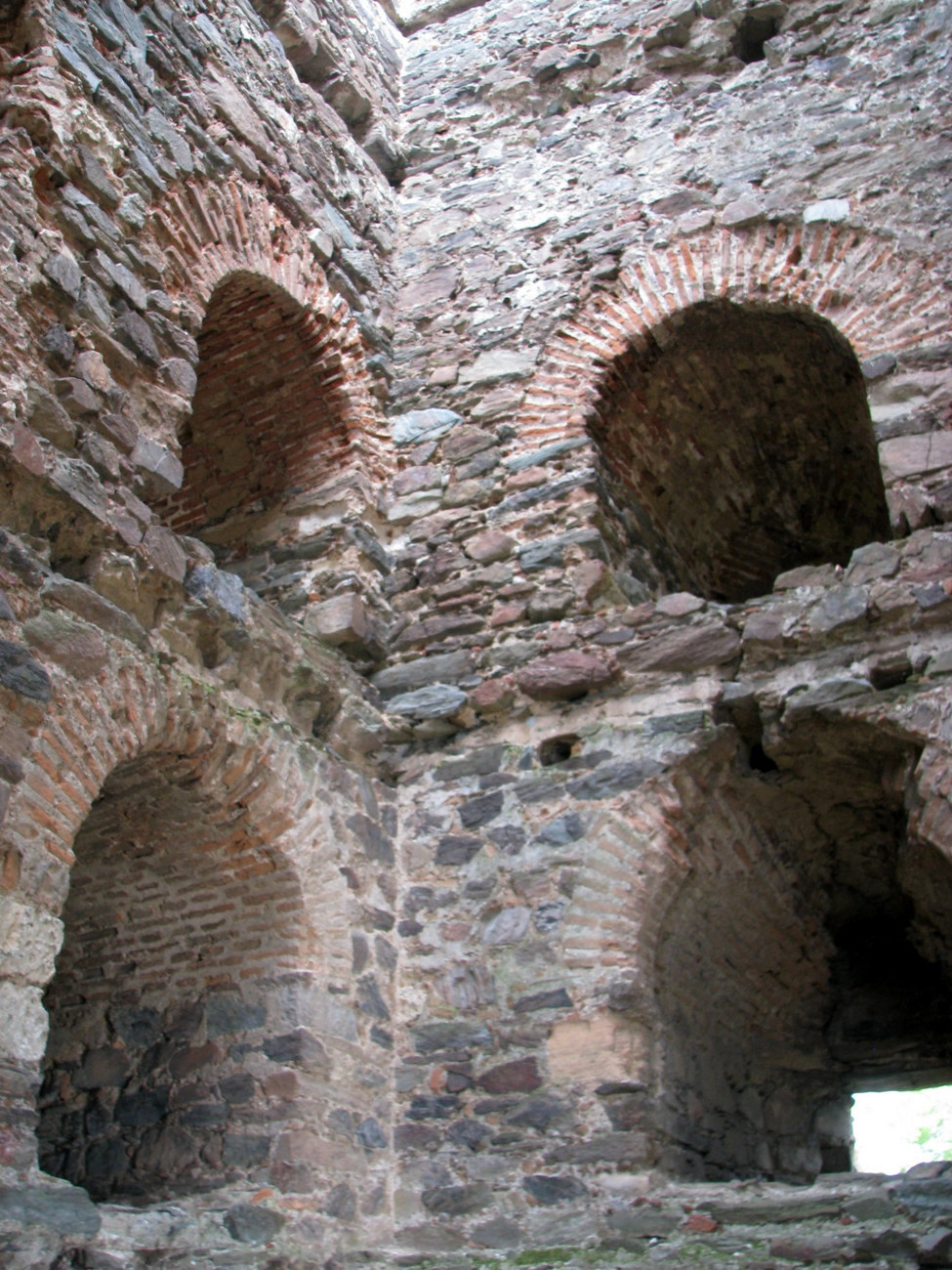
Interior

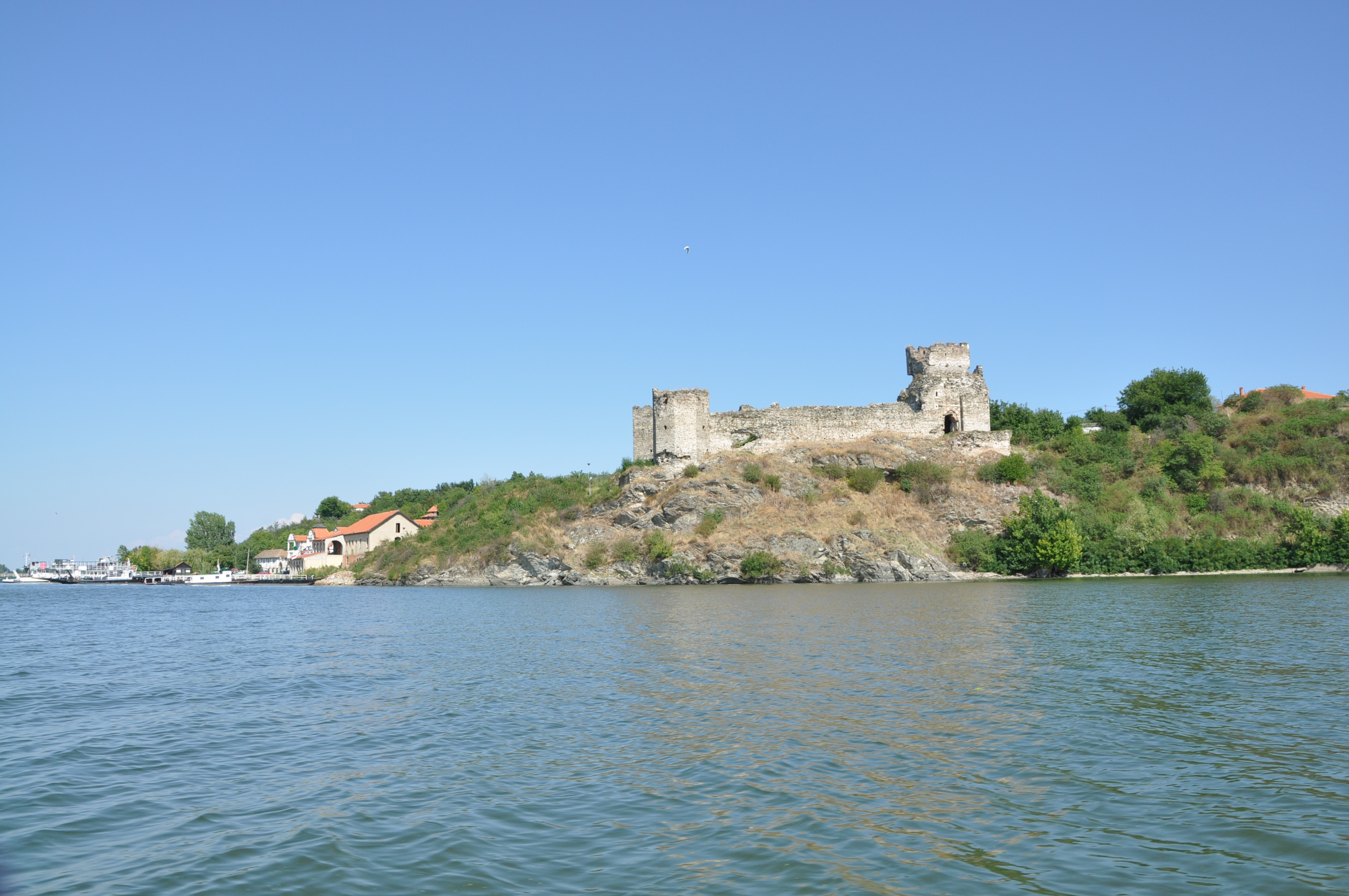
Cetatea Ram străjuiește rezervația naturală Labudovo okno

Nu se știe când a fost construită prima cetate, dar este cu siguranță este unul dintre cele mai vechi forturi din această regiune. Otomanii nu au demolat mausoleul roman, ci au construit fortăreața în jurul lui. Sultanul Baiazid al II-lea a construit cetatea actuală sub forma unui pentagon regulat cu lungimea maximă de 34 m și lățimea de 26 m, fiind proiectată pentru a rezista tunurilor de asalt. Cetatea avea 5 turnuri cu patru niveluri (trei etaje și parter), trei pe zidurile de est și două pe zidurile de vest. Patru turnuri se află la colțurile cetății, în timp ce al cincilea se află deasupra intrării. Fortul este înconjurat de un șanț jos și larg. Intrarea în cetate se face pe sub un turn de pază (donžon), care este situat în partea de sud-vest a fortului. În cetate sunt păstrate șeminee din zidărie, care sunt rar întâlnite în clădirile medievale din această regiune. Peste șanțul din fața cetății cetății se află un pod care pleacă de la turnul de sud-est și duce la un spațiu aflat între cetate și zidurile joase din jurul ei. Pe toate zidurile, cu excepția celui de vest, ambrazurile sunt amplasate la aceeași distanță față de turn.
Cele cinci turnuri au un număr total de 36 de ambrazuri pentru tunuri, ceea ce înseamnă că era nevoie de cel puțin 100 de soldați pentru a folosi artileria. Fortăreața avea, în general, o structură internă diferită de alte cetăți din aceeași perioadă. Ea a avut și un scop civil, iar la etajele superioare ale turnurilor au fost găsite resturi de șeminee.

## Prezent

### Starea cetății
În februarie 2018 Cetatea Ram era într-o stare foarte bună. Turnurile erau bine conservate, cu excepția turnului de sud-est (Turnul II), a cărui parte frontală era aproape complet distrusă. Zidurile defensive ale fortăreței erau, de asemenea, în stare bună, mai puțin micul bastion din care nu mai rămăseseră decât mici urme. În interiorul fortului, de-a lungul zidului vestic, se mai află încă o clădire cu bază octogonală, cu laturi de 3 m lungime. Întreaga zonă din jurul fortăreței a fost cercetată arheologic în anii 1980. Un plan de reconstrucție a cetății Ram a fost adoptat în 2013.
Explorarea arheologică a interiorului cetății, realizată în 2015, a fost urmată de renovare. Mai întâi, cetatea și împrejurimile sale au fost curățate temeinic. După ce au cercetat aproape 70% din cetate, arheologii au ajuns la etajul original. Au fost descoperite mai multe edificii din perioada cuprinsă între secolul al XVI-lea și secolul al XVIII-lea, când cetatea Ram nu mai funcționa ca tabără militară. În urma cercetărilor arheologice au fost găsite mai multe obiecte vechi: puști din secolul al XVII-lea, arme mici, ghiulele, unelte și articole de veselă. Unele artefacte indică funcția culturală a cetății, cum ar fi sticla, mai multe pietricele mici (folosite ca greutăți pentru cântare) și porțelanul chinezesc. După restaurare, toate obiectele găsite vor fi expuse în cetate.
Există o linie de feribot care face legătura între cetatea Ram și localitatea Stara Palanka de peste Dunăre, în regiunea Banat. Pentru a stimula turismul s-a decis să se construiască și un doc la Dunăre pentru acostarea navelor de croazieră. Ministerul culturii plănuiește să transforme întregul sat Ram într-un eco-muzeu, în timp ce drumul de acces lung de 15 km este în construcție în 2019.

### Reconstrucția din 2017-2019
Reconstrucția completă a cetății a început în 2017. Au fost reconstituite trei turnuri și patru ziduri. Turnurile IV și V au fost renovate, în timp ce Turnul II, care se afla în cea mai rea formă, a fost parțial reconstruit. Fundațiile zidurilor au fost consolidate și înălțate, iar turnurile au fost refăcute până la nivelul acoperișului. Până în februarie 2018 fusese efectuată cam 60% din activitatea planificată: lucrările arheologice se aflau în faza a IV-a și renovarea în faza I. Unele lucrări ulterioare au necesitat mai multe săpături arheologice. S-a plănuit ca restaurarea cetății să dureze până în iulie 2018 și amenajarea incintelor interioare până în decembrie 2019, fiind planificată, de asemenea, renovarea rămășițelor vechiului caravanserai.
Prima fază a reconstrucției a fost extinsă până în noiembrie 2018, când cetatea trebuia redeschisă vizitatorilor. Acest termen a fost prelungit până în iunie 2019. Restauratorii au folosit materiale aduse de la cariera de piatră din apropiere, care fuseseră folosite la fortăreața originală. Au fost efectuate 21 de analize ale mortarului original pentru fi recreat identic. S-au folosit doar grinzi de lemn, fără ciment sau bare de fier. Modernizarea ulterioară a complexului include construirea unui doc la Dunăre pentru navele de croazieră și un nou drum de acces cu lungimea de 15 km.

## Mențiuni literare
Cetatea Ram este menționată în romanul Omul de aur (1872) al scriitorului maghiar Mór Jókai, unde este descrisă astfel: „[...] dincolo de insula Ostrova, pe un dâmb, se înalță ruinele cetății Rama. Peste tot, numai pietre funerare.”.